# Chloris chloris
El verderón europeo o verderón común (Chloris chloris) es una especie de ave paseriforme de la familia Fringillidae propia del Paleártico occidental.

## Descripción
Mide de 13 a 15 cm de largo. El macho es de color verde amarillento, con llamativas manchas amarillas en las alas y cola. La hembra es de color más apagado y tienen tonos marrón castaño en la parte posterior, y las manchas de sus alas y cola son de color amarillo pálido.

## Subespecies
C. chloris (forma nominal) se encuentra por toda Europa de norte a sur.
Ha sido introducido en Argentina, Uruguay, Nueva Zelanda y Australia.
Existen tres subespecies catalogadas:
- C. chloris aurantiventris: desde el Sur de Europa al norte de África.
- C. chloris chlorotica: Siria y desde el Líbano a Egipto.
- C. chloris turkestanica (Zarudny, 1907): Montañas del Cáucaso, Irán y Afganistán.

## Canto
Su gorjeo es bastante articulado e intercala algunas notas típicas de llamada cho-roro, chi-ri-ri, chuing-chuing, cuando entán en grupo emiten un chuiit de tono más elevado que los pinzones nasal, que parece como si fuera producido por una inspiración forzada. Imita también los cantos de otras aves.

## Alimentación
Su pico corto y cónico es lo suficientemente poderoso para abrir semillas grandes y duras. Se alimenta de semillas de cereales, tomadas solo cuando estas se han desprendido de la espiga; semillas de árboles: sámaras de olmo (Ulmus minor), tilo (Tilia spp.) y fresno (Tecoma amarilla), piñones; bayas como las de tejo (Taxus baccata), zarza (Rubus ulmifolius) y escaramujo (Rosa canina); arañas e insectos, entre los cuales se cuentan áfidos, hormigas y también escarabajos. En algunas ocasiones devora los brotes de árboles frutales, pero raramente hasta el punto de constituir una plaga. En otoño visita los viñedos y frutales para comer fruta madura.
Soporta bien los rigores del invierno y sabe encontrar su alimento incluso cuando la capa de nieve es espesa.

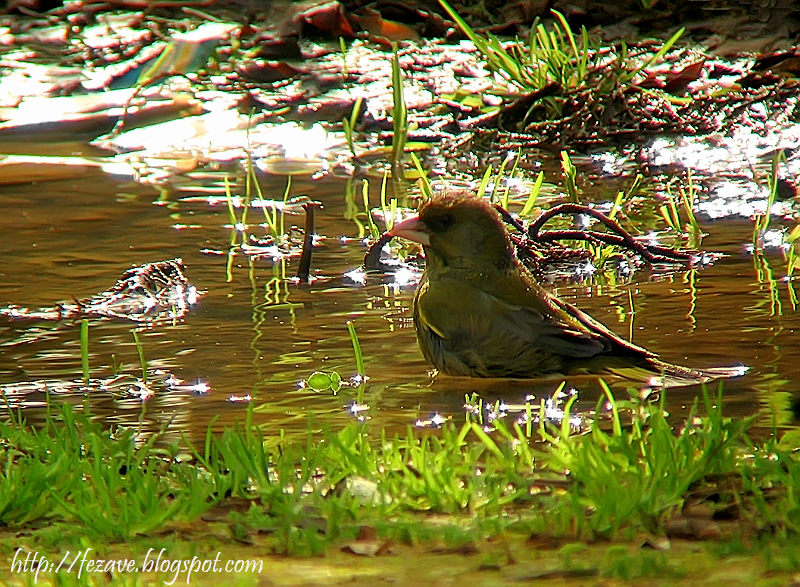
Macho bañándose.
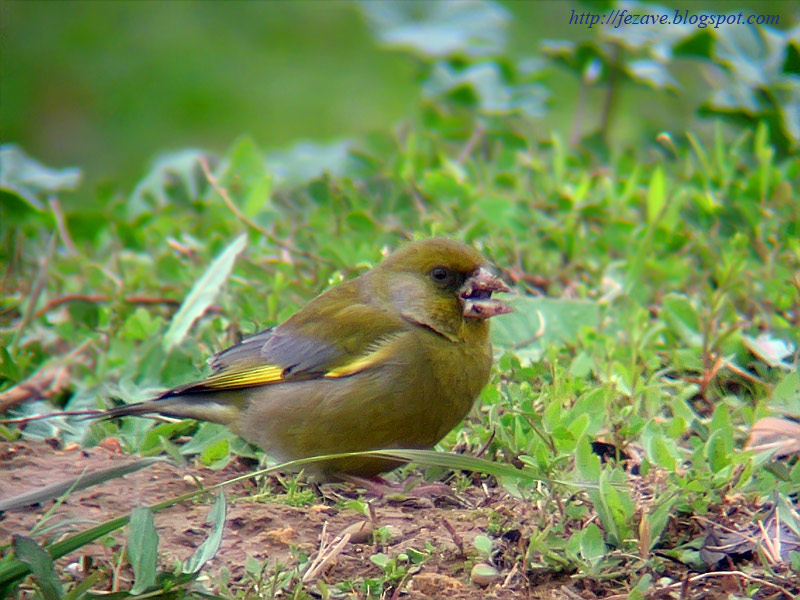
Macho comiendo.

## Hábitat
En aquellas zonas de vegetación escasa y poco densa se confina en los pinares, que constituyen quizás su hábitat original. En todos los demás lugares se le encuentra en los alrededores de casas, jardines y granjas, permaneciendo ausente de los lugares más remotos de la campiña. A finales del verano, se congrega en grandes bandadas, que merodean por los campos arados y silos en busca del grano caído y semillas de plantas silvestres, especialmente aquellas que medran en terreno cultivado.

## Reproducción
Cuando llega el mes de marzo el macho alterna su silbido inspirado con un vuelo ascendente desde la rama en que se posa y una especie de suspensión en el aire por medio de lentos aleteos, a la manera de las mariposas o murciélagos, sin cesar de gorjear. Esta acción constituye la parte principal de su exhibición galante.
Cría en las arboledas y arbustos tupidos de las zonas habitadas, parques, jardines, huertos, frutales y en los cipreses de los cementerios y todos los bosquecillos e hileras de árboles del ámbito rural. Tiende a anidar en grupos. Por regla general, el nido suele ser construido en un seto o arbusto verde con raicillas finas, musgo y lana; es revestido de raíces, pelos, plumas. Los huevos, de cuatro a seis, son puestos en mayo; su color varía entre el blanco sucio y el azul verdoso con manchas pardas, rojizas o violáceas, y sus dimensiones son de 19 por 12 mm. Solo la hembra cuida de la incubación, que dura dos semanas; entretanto, es alimentada por el macho que permanece inmóvil desde un posadero cercano. Luego ambos, una vez nacidas las crías, los alimentan durante trece a dieciséis días por regurgitación de insectos y de semillas aplastadas. Piden alimento a sus padres con un duil-duil interminable. Cuando la hembra se dispone a hacer otro nido, el padre tiene que quedarse solo a cargo de ellas hasta que consigan el alimento por sí mismas. Cuando adquieren sus primeras plumas, permanecen junto a sus padres, formando un grupo familiar muy unido. Realizan dos puestas anuales, ocasionalmente tres.
Al final de la época de cría se reúnen en bandadas numerosas que incluyen también pájaros migrantes que llegan del norte en otoño y vuelan sin rumbo a través de bosques, campos, estepas y cultivos.

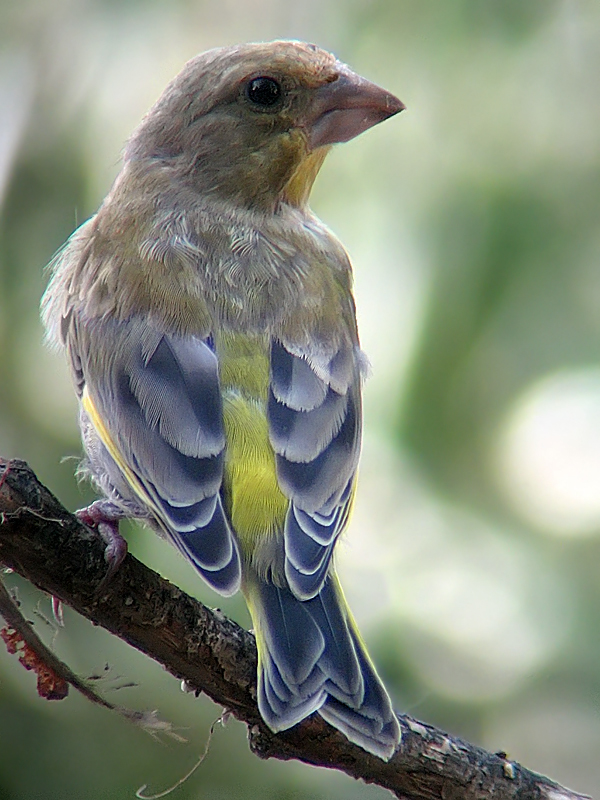
Juvenil macho.
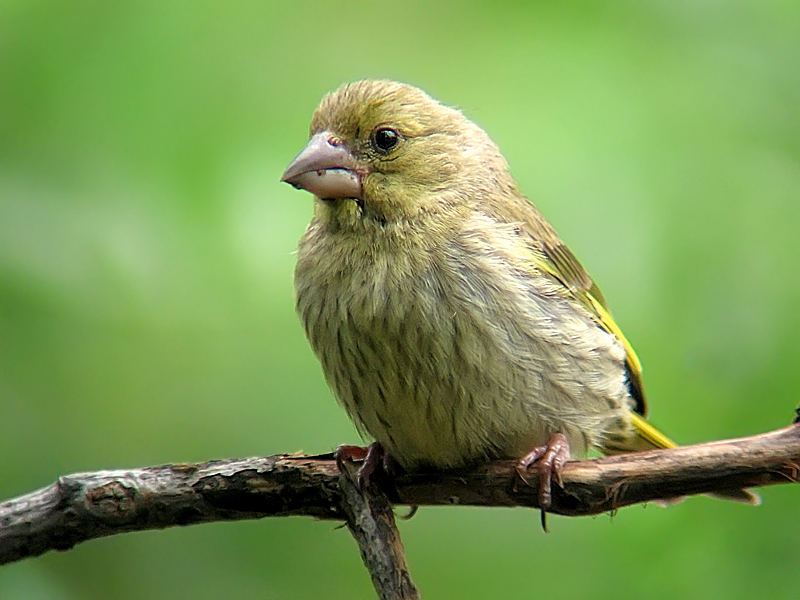
Juvenil independizado.
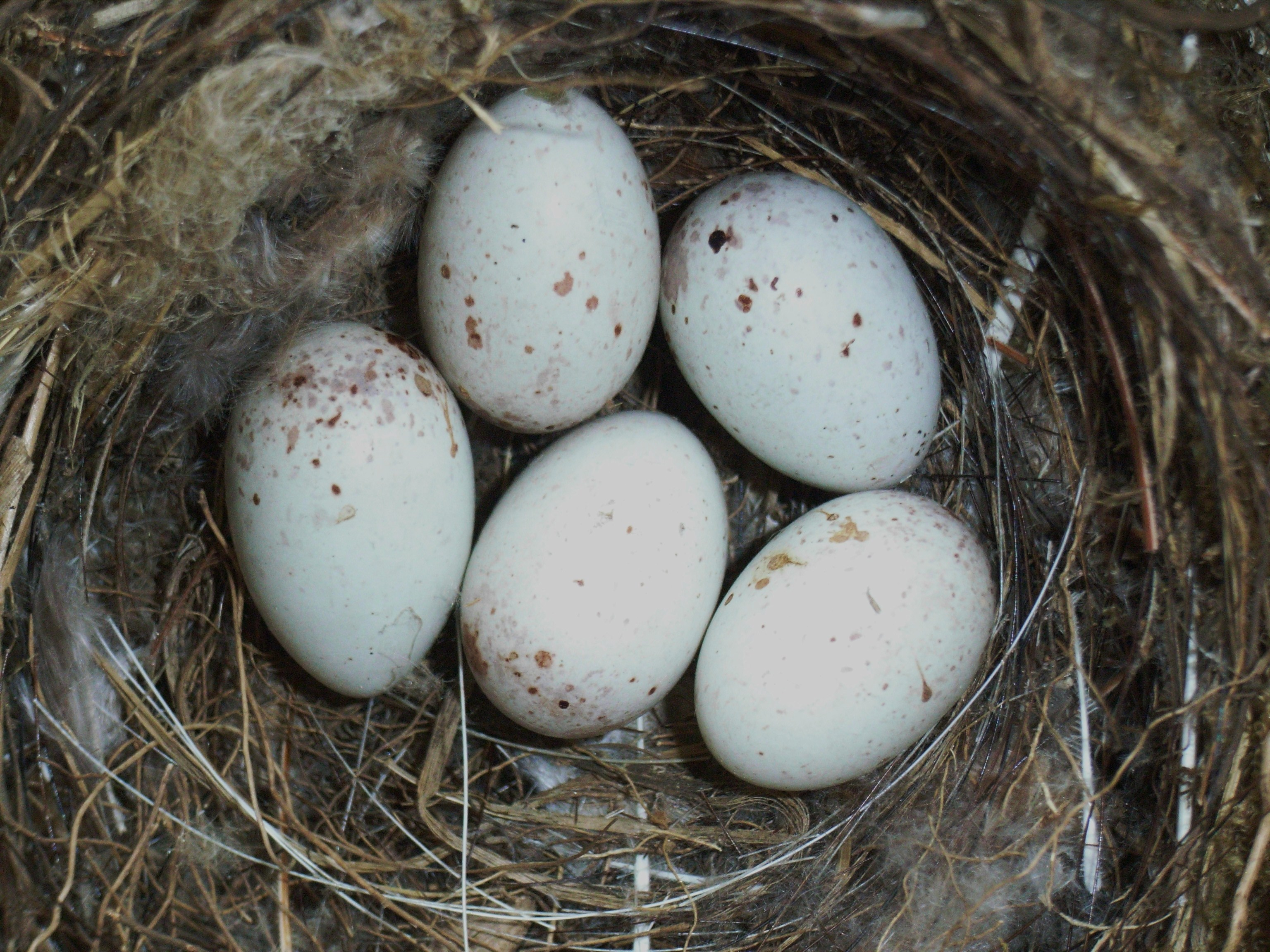
Nido con huevos de Carduelis chloris.
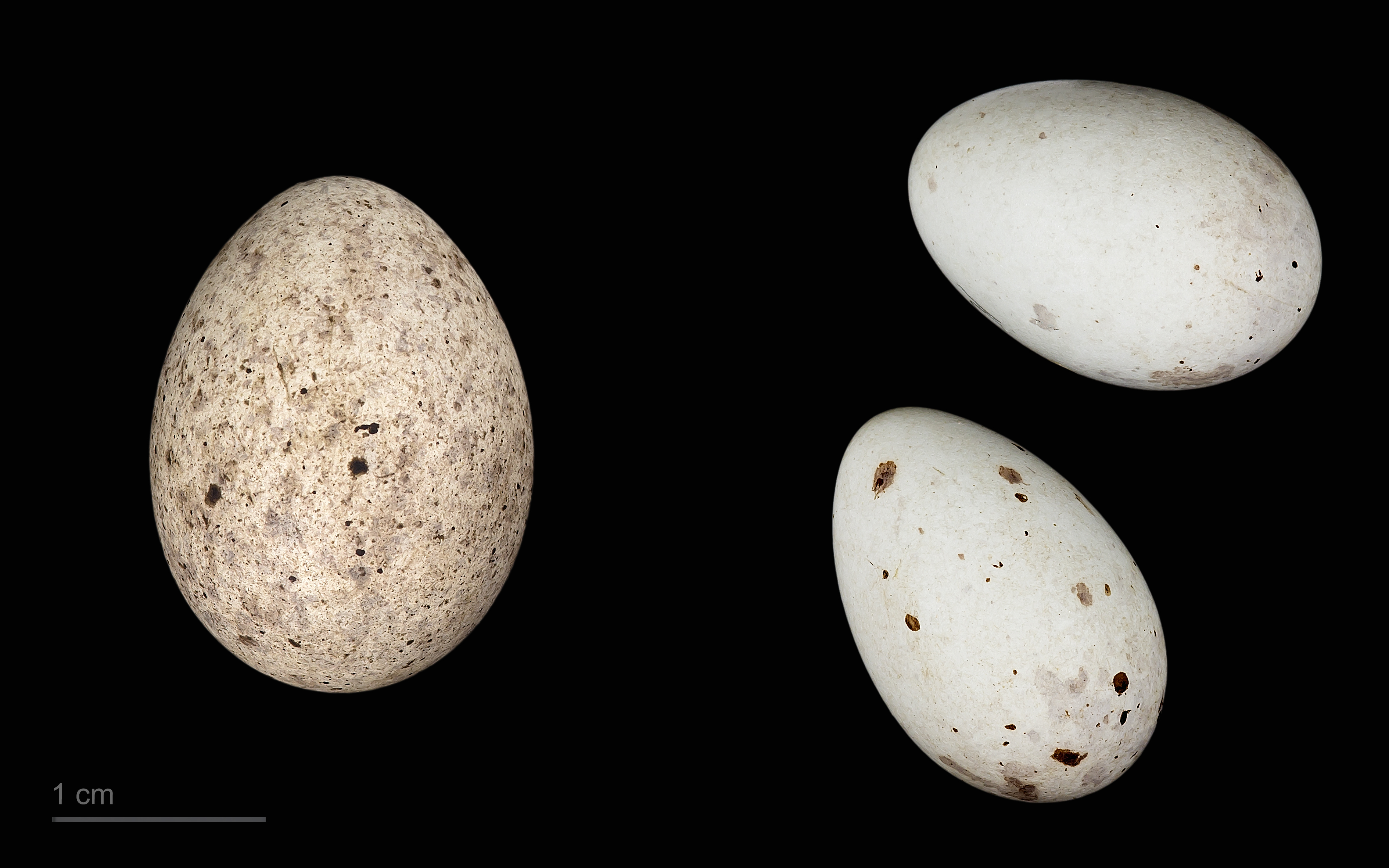
Cuculus canorus bangsi en un nido de Carduelis chloris - MHNT
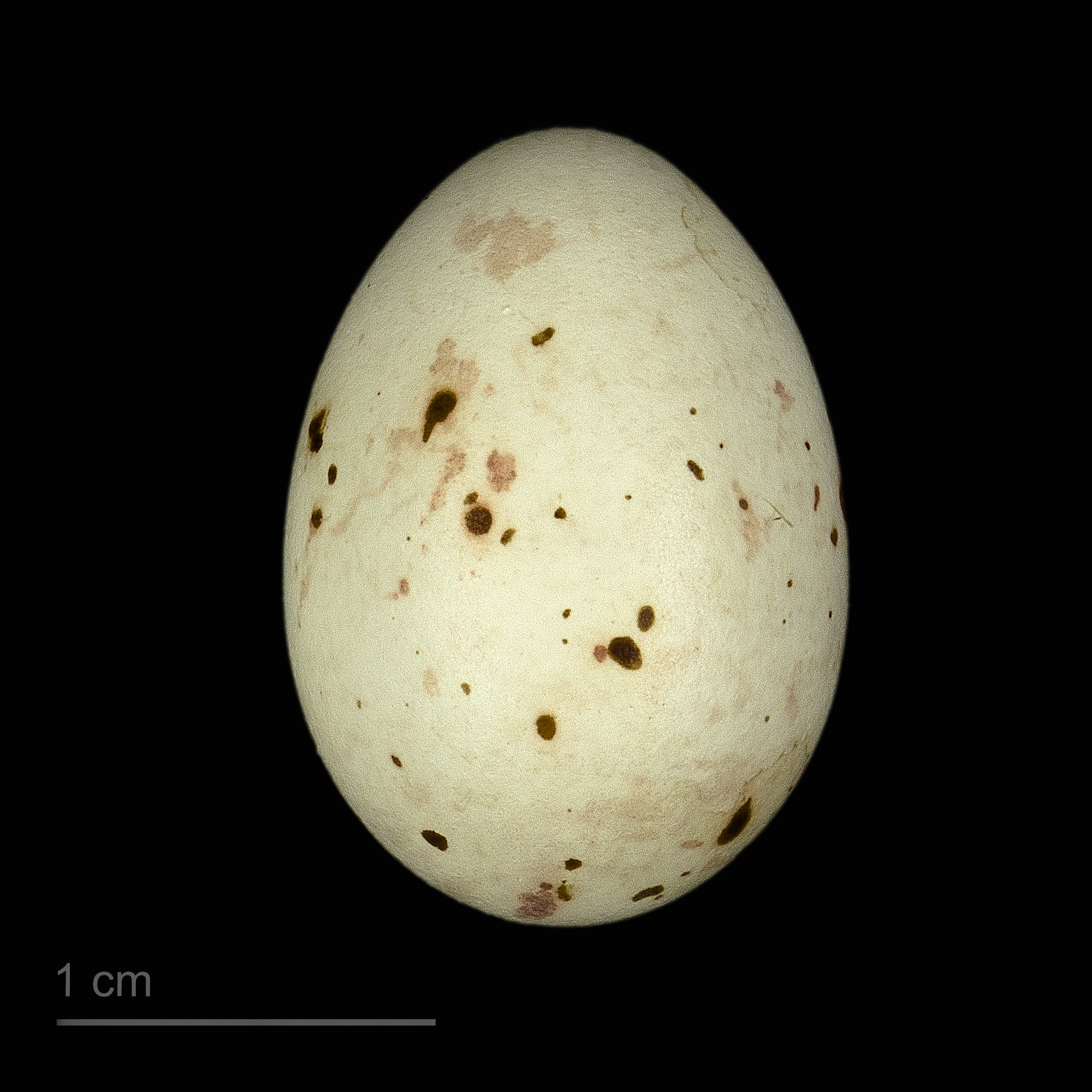
Chloris chloris aurantiiventris - MHNT